# Bourjois
Bourjois (рус. Буржуа) — французский косметический производитель, принадлежащий американской группе Coty. Выпускает косметику, ароматизаторы и продукты по уходу за кожей, которые по состоянию на 2015 год продаются примерно в 26000 торговых точках в более, чем 80 странах мира.

## История
- 1862 — актёр Жозеф-Альберт Понсен создал средство для отбеливания кожи, которое должно было отбеливать кожу художников, актёров и актрис театральных трупп и бульваров, чтобы заменить жирный сценический грим, используемый театральными артистами[4].
- 1863 — Понсен основал свою гримёрную компанию, готовя косметику и духи для актёров и актрис[5].
- 1868 — Александру-Наполеону Буржуа, партнёру компании, была доверена вся деятельность Понсена[6].
- 1879 — слухи о продукции Буржуа и Понсена распространились за пределы Франции, и с созданием рисовой пудры Java, средства для осветления кожи и придания ей бархатистости, их целевой рынок расширился до женщин и распространился по всему миру[7].
- 1917 — Пьер Вертхаймер и его брат Поль взяли на себя руководство компании Bourjois. Семья Вертхаймер, позже также ставшая владельцами группы Chanel, владела Bourjois почти 100 лет.
- 1924 — первые духи компании Bourjois, Mon Parfum, были разработаны Эрнестом Бо — парфюмером, наиболее известным созданием духов Chanel No. 5.
- 1928 — Компания Bourjois создала свои самые известные духи Soir de Paris. Большой успех духи имели в США, где назывались «Вечер в Париже» (англ. Evening in Paris)[8]. Это был один из самых популярных ароматов во время Второй мировой войны и высоко ценится коллекционерами[4][9].
- 1936 — когда женщины начали свою борьбу за независимость, компания Bourjois адаптировалась к своему рынку, продвигая использование косметики для личного удовольствия и утверждения индивидуальности. Компания поддержала право женщин голосовать в ходе одной из своих кампаний, в то время как идея всё ещё обсуждалась во французском парламенте.
- 1938 — Константин Веригин был нанят парфюмером в Bourjois. Он продолжал создавать для компании такие ароматы, как Mais Oui (1938), Ramage (1951) и Glamour (1953).
- 1960 — компания Bourjois разработала множество духов, подарочных коробок, наборов и косметических средств.
- Апрель 2015 — американская группа Coty купила компанию Bourjois у братьев Вертхаймер примерно за 239 миллионов американских долларов[10][11].